# Essertenne-et-Cecey
Essertenne-et-Cecey és un municipi francès situat al departament de l'Alt Saona i a la regió de Borgonya - Franc Comtat. L'any 2007 tenia 396 habitants.

## Demografia

### Població
El 2007 la població de fet d'Essertenne-et-Cecey era de 396 persones. Hi havia 164 famílies, de les quals 44 eren unipersonals (28 homes vivint sols i 16 dones vivint soles), 60 parelles sense fills, 56 parelles amb fills i 4 famílies monoparentals amb fills.
La població ha evolucionat segons el següent gràfic:
Habitants censats

### Habitatges
El 2007 hi havia 250 habitatges, 165 eren l'habitatge principal de la família, 80 eren segones residències i 5 estaven desocupats. 206 eren cases i 5 eren apartaments. Dels 165 habitatges principals, 143 estaven ocupats pels seus propietaris, 18 estaven llogats i ocupats pels llogaters i 4 estaven cedits a títol gratuït; 2 tenien una cambra, 4 en tenien dues, 26 en tenien tres, 41 en tenien quatre i 92 en tenien cinc o més. 138 habitatges disposaven pel capbaix d'una plaça de pàrquing. A 63 habitatges hi havia un automòbil i a 89 n'hi havia dos o més.

### Piràmide de població
La piràmide de població per edats i sexe el 2009 era:
| Homes | Edats   | Dones |
| ----- | ------- | ----- |
| 0     | 95 o +  | 0     |
| 0     | 90 a 94 | 0     |
| 4     | 85 a 89 | 4     |
| 8     | 80 a 84 | 4     |
| 24    | 75 a 79 | 8     |
| 4     | 70 a 74 | 4     |
| 12    | 65 a 69 | 4     |
| 12    | 60 a 64 | 12    |
| 8     | 55 a 59 | 4     |
| 12    | 50 a 54 | 24    |
| 16    | 45 a 49 | 4     |
| 16    | 40 a 44 | 16    |
| 8     | 35 a 39 | 8     |
| 16    | 30 a 34 | 8     |
| 8     | 25 a 29 | 8     |
| 0     | 20 a 24 | 4     |
| 8     | 15 a 19 | 16    |
| 8     | 10 a 14 | 8     |
| 8     | 5 a 9   | 8     |
| 4     | 0 a 4   | 8     |

## Economia
El 2007 la població en edat de treballar era de 243 persones, 177 eren actives i 66 eren inactives. De les 177 persones actives 166 estaven ocupades (96 homes i 70 dones) i 11 estaven aturades (5 homes i 6 dones). De les 66 persones inactives 27 estaven jubilades, 12 estaven estudiant i 27 estaven classificades com a «altres inactius».

### Ingressos
El 2009 a Essertenne-et-Cecey hi havia 167 unitats fiscals que integraven 415,5 persones, la mediana anual d'ingressos fiscals per persona era de 17.450 €.

### Activitats econòmiques
Dels 9 establiments que hi havia el 2007, 1 era d'una empresa de fabricació d'altres productes industrials, 5 d'empreses de construcció, 2 d'empreses de comerç i reparació d'automòbils i 1 d'una empresa immobiliària.
Dels 4 establiments de servei als particulars que hi havia el 2009, 1 era un guixaire pintor, 1 fusteria, 1 lampisteria i 1 empresa de construcció.
L'any 2000 a Essertenne-et-Cecey hi havia 5 explotacions agrícoles.

## Equipaments sanitaris i escolars
El 2009 hi havia una escola elemental integrada dins d'un grup escolar amb les comunes properes formant una escola dispersa.

## Poblacions més properes
El següent diagrama mostra les poblacions més properes.